# كاريمي لوزانو
إسمها الكامل كاريمي لوسيا فيرجينيا لوزانو كارينو (بالإسبانية: Karyme Lucía Virginia Lozano Carreno)‏ هي ممثلة و مغنية مكسيكية ولدت في 3 أبريل 1978 في مدينة مكسيكو عاصمة المكسيك ومن أشهر مسلسلاتها هي صغيرتي الغالية.

## روابط خارجية
- كاريمي لوزانو على موقع IMDb (الإنجليزية)
- كاريمي لوزانو على موقع ميوزك برينز (الإنجليزية)
- كاريمي لوزانو على موقع قاعدة بيانات الفيلم (الإنجليزية)